# Ofenwisch
Das Naturschutzgebiet Ofenwisch wurde am 19. Mai 1989 vom Regierungspräsidium Tübingen durch Verordnung ausgewiesen. Es befindet sich auf einer Donauinsel auf dem Gebiet der Stadt Riedlingen.

## Lage
Das Naturschutzgebiet liegt südlich von Riedlingen zwischen der Donau und dem Hochwasserentlastungskanal und hat daher eine Insellage. Das Gebiet gehört zum Naturraum der Donau-Ablach-Platten.

## Schutzzweck
Der Schutzzweck ist laut Verordnung „die Erhaltung und Förderung der Kulturlandschaft in der Riedlinger Donauaue mit ihren restlichen Altarmen und der Feuchtvegetation als Brut‑, Nahrungs‑ und Rastbiotop für die auf diese Auelandschaft angewiesene und zunehmend bedrohte Tierwelt. Dies gilt insbesondere für den Lebensraum des Weißstorchs.“

## Landschaftscharakter
Das Gebiet wird zur Grünfuttergewinnung und als Jungviehweide genutzt  und wird daher durch große Grünlandflächen geprägt. Im Süden des Gebiets befinden sich größere Waldflächen und einige altwasserführende Rinnen.

## Flora und Fauna
Auf den Nasswiesen und Hochstaudenfluren finden sich zahlreiche Pflanzenarten, darunter auch der Wasserschierling.
Das Gebiet wurde insbesondere als Nahrungshabitat für den Weißstorch unter Naturschutz gestellt. Aber auch andere Vogelarten, wie Eisvogel, Weidenmeise und Kiebitz finden hier geeignete Brut- und Nahrungshabitate.

## Zusammenhängende Schutzgebiete
Das Gebiet ist Teil des FFH-Gebiets Donau zwischen Riedlingen und Sigmaringen. Im Süden schließt das Landschaftsschutzgebiet Altwässer und verlandende Flussschlingen der Donau an.